# Marathasa-Tal

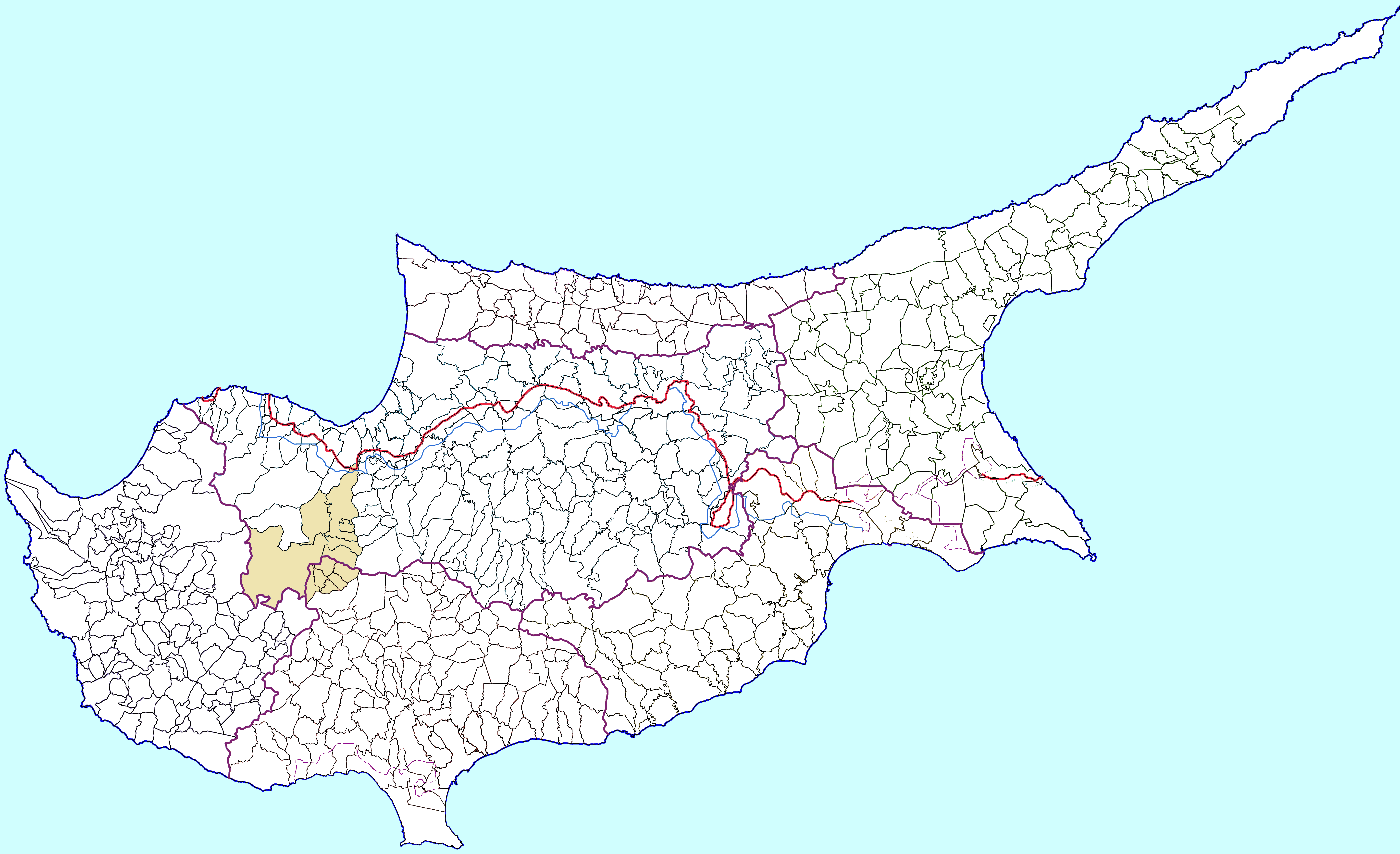
Marathasa-Tal

Das Marathasa-Tal (griechisch Κοιλάδα Μαραθάσας) ist ein fruchtbares Tal im Troodos-Gebirge, etwa 65 km nordwestlich von Limassol auf Zypern. Es liegt nördlich des Olympos und erstreckt sich bis in das Verwaltungsgebiet von Nikosia und Limassol. Es hat seinen Namen von Marathos, dem alten Namen für den Fenchel (griechisch Μάραθος), der in der Gegend wächst. Die Gegend ist auch für ihren Kirschenanbau bekannt.
Das Marathasa-Tal ist das höchste bewohnte Tal auf der Insel mit insgesamt 12 Dörfern, darunter das höchstgelegene Dorf Zyperns Prodromos, das European Destinations of Excellence geförderte Kalopanagiotis (mit der Kirche Agios Ioannis Lampadistis), Moutoullas mit der Panagia tou Moutoulla, Lemythou, und Tris Elies. Es ist Heimat der Klöster Trooditissa-Kloster und Kloster Kykkos.